# 針山昌幸
針山 昌幸（はりやま まさゆき）は東京都目黒区出身の実業家。不動産テック企業である株式会社Housmart（ハウスマート）の創業者。
テレビや大手雑誌への出演・連載など、不動産DX、マンションや住宅、不動産の専門家としての活動も行う。

## 経歴

### 学生時代
海城高等学校から一橋大学経済学部に進学。
幼少期の体験から、住宅に関わる仕事を行いたいと考えるようになる。

### 不動産業界へ
大学卒業後、株式会社オープンハウスに入社。不動産仲介、用地の仕入、住宅の企画など担当。
顧客に最適な情報を届け、顧客にとって最適な家探しが出来る仕組みを創りたいと志す。

### IT業界へ
2011年、楽天株式会社に入社。大手企業に対し、最新のマーケティング・ビッグデータ・インターネットビジネスのノウハウを元にコンサルティングを行う。

### 起業
- 2014年10月 - 株式会社Housmartを設立し、代表取締役社長に就任。複数の不動産テックサービスを発表、運営
- 2015年 - 著作「中古マンション本当にかしこい買い方・選び方」を発表[3]。数々の大手メディアに寄稿を始める
- 2017年 - EY Innovative Startup 2017を受賞[4]
- 2020年 - 全日本不動産協会「月刊不動産」でAI、DXに関する連載を開始[5]
- 2021年 - 講談社 現代ビジネスで連載を開始[6]
- 2023年 - イタンジ株式会社に株式会社Housmartの全株式を売却[7]
- 2024年 - イタンジ株式会社 売買支援事業担当 執行役員に就任[8]

## 著作
- 『中古マンション本当にかしこい買い方・選び方』日本実業出版社、2015年4月 ISBN 9784534052704